# Canvas (film 1992)
Canvas è un film del 1992 diretto da Alain Zaloum.
È un thriller poliziesco canadese con Gary Busey, John Rhys-Davies e Cary Lawrence. È incentrato sulle vicende di un artista che, per aiutare il fratello in debito con un'organizzazione criminale, organizza una rapina.

## Produzione
Il film, diretto da Alain Zaloum su una sceneggiatura dello stesso Zaloum e di Brenda Newman, fu prodotto da Robert Baylis, Alain e Jean Zaloum per la Optima productions e girato a Montréal in Canada dal 23 ottobre al 22 novembre 1991.

## Distribuzione
Il film fu distribuito in Canada nel 1992 in VHS dalla Live Video con il titolo Canvas.
Alcune delle uscite internazionali sono state:
- negli Stati Uniti il 16 settembre 1992 (in anteprima),
- in Francia (Double Trafic)
- in Germania (Ein Canvas - fast perfekter Deal)
- in Svezia (Iskallt spel)
- in Finlandia (Vaaran galleria)